# 東京海上日動フィナンシャル生命保険
東京海上日動フィナンシャル生命保険株式会社（とうきょうかいじょうにちどうフィナンシャルせいめいほけん）は、かつて存在した生命保険会社。東京海上ホールディングスの子会社であったが、2014年10月に東京海上日動あんしん生命保険に吸収合併された。
かつては銀行窓販による変額個人年金保険の販売額は日本トップクラスの水準であったが、2012年7月より新規の販売は休止していた。

## 沿革
- 1996年8月13日 - スウェーデンに本拠を置く北欧最大の保険会社であるスカンディア・インシュアランス・カンパニー・リミテッドの100%出資の日本法人であるスカンディア生命保険株式会社として設立
- 2004年
  - 2月1日 - スカンディア・インシュアランス・カンパニー・リミテッドから東京海上日動火災保険へ発行済全株式を譲渡
  - 4月1日 - 東京海上日動火災保険からミレアホールディングス（現・東京海上ホールディングス）へ発行済全株式を譲渡すると共に現社名に変更
- 2008年3月1日 - 本社を東京都品川区大崎二丁目のThinkPark Towerに移転
- 2012年
  - 7月1日 - 全保険商品の新規取り扱いを休止
  - 8月13日 - 本社を東京都杉並区上荻一丁目のインテグラルタワー（現・Daiwa荻窪タワー）に移転
- 2014年10月1日 - 東京海上日動あんしん生命保険に吸収合併され解散

## かつての主力商品
- 異次元発（三菱東京UFJ銀行 で販売）
- ベストシナリオ（みずほ銀行で販売）
- 三味一体（三菱東京UFJ銀行、三菱UFJ信託銀行で販売）
- とどくんですプラス（りそな銀行、埼玉りそな銀行、近畿大阪銀行で販売）
- グッドニュースII（三井住友信託銀行、金融機関、全国独立系代理店で販売）
- As You Like（三菱東京UFJ銀行 で販売）
- ねんきん新世代（金融機関、全国独立系代理店で販売）